# Delirium (groupe)
Pour les articles homonymes, voir Delirium.
Delirium est un groupe de rock progressif italien. Il est surtout connu pour la chanson Jesahel.

## Biographie
Le groupe est formé en 1969, sous le nom Sagittari, et un répertoire beat. Après l'arrivée de Ivano Fossati qui a remplacé le chanteur Riccardo Anselmi, à la fin de l'année 1970, le groupe prend le nom de « Delirium »,.
Leur premier single Canto di Osanna (1971), présenté lors du Festival Musica di Avanguardia e di Nuove Tendenze, leur procure un succès immédiat. En 1972, Delirium participe au Festival de Sanremo avec la chanson « Jesahel », obtenant la sixième place de la compétition et devenant numéro un au hit-parade italien,. Après le nouveau single « Haum » que le groupe présente à Un disco per l'estate, Ivano Fossati quitte le groupe pour commencer une carrière solo. Après avoir réalisé deux autres albums, le groupe est dissous dans le milieu des années 1970 et est reconstitué en 1996,.
Le 16 mai 2014, le groupe se réunit pour participer au Fiera Internazionale della Musica, où il remporte un FIM Award dans la catégorie Premio Italia alla Carriera.

## Discographie

### Albums studio
- 1971 : Dolce acqua (Fonit Cetra LPX 11)
- 1972 : Lo scemo e il villaggio (Fonit Cetra LPX 18)
- 1974 : Delirium III - Viaggio negli arcipelaghi del tempo (Fonit Cetra LPX 29)
- 2009 : Il nome del vento (Black Widow Records, BWR 113, LP / CD)
- 2015 : L'era della menzogna (Black Widow Records, BWRCD 180-2 / LP

### EP
- 1971 : Canto di Osanna/Deliriana (Fonit Cetra SPF 31284)
- 1972 : Jesahel/King's Road (Fonit Cetra SPF 31293)
- 1972 : Haum!/Movimento II: Dubbio (Fonit Cetra SPF 31295)
- 1972 : Dolce acqua/Favola o storia del lago di Kriss (Fonit Cetra SPF 31297)
- 1972 : Treno/È l'ora (Fonit Cetra SPF 31300)
- 1974 : Leôa de laôa/Pane vero vino puro (Aguamanda AG 9002)
- 1975 : Jill/Live Love And Be Free (Aguamanda AG 9007)
- 1975 : Cowboy/Corri bambino (Fonit Cetra SPB 36)
- 1975 : Signore/Buana, The Rainbow (Fonit Cetra SPF 31313)

## Recueil
- 1996 : Jesahel: Una Storia Lunga Vent'anni (NAR International)
- 2010 : Il viaggio continua: la storia 1970-2010 (Black Widow Records, BWR 127, CD/DVD)

## Live
- 2007 : Vibrazioni notturne - Live 2006 (Black Widow Records, 2LP / CD)
- 2011 / One Night in Genoa (Black Widow Records, CD)